# 19477 Teresajentz
19477 Teresajentz (1998 HB95) là một tiểu hành tinh vành đai chính được phát hiện ngày 21 tháng 4 năm 1998 bởi nhóm nghiên cứu tiểu hành tinh gần Trái Đất phòng thí nghiệm Lincoln ở Socorro.